# Hersz Salwe
Hersz (Henryk) Salwe (* 12. Dezember 1862 in Warschau; † 5. November 1920 in Łódź) war ein polnischer Schachspieler.

## Leben
Salwe, ein vermögender Fabrikant, erlernte Schach als 20-Jähriger in Warschauer Cafés. Zunächst blieb er Gelegenheitsspieler, doch entwickelte er seit seinem Umzug nach Łódź, dem polnischen Manchester, im Jahr 1894 großen Enthusiasmus für das Spiel und galt in seinen 40ern als führender polnischer Meister. Bei der erstmals 1897 ausgerichteten Meisterschaft von Łódź wurde Salwe Zweiter, 1898 Sieger. In dieser Zeit engagierte sich Salwe auch als Organisator von Schachturnieren und war maßgeblich an der Gründung der Schachgesellschaft in Łódź 1903 beteiligt. Zwei Jahre zuvor fand auch Akiba Rubinstein seinen Weg nach Łódź, wo er in Salwe einen Spielpartner und Förderer fand. 1903 spielten die beiden einen Wettkampf 7-7 (+5 =4 −5) unentschieden, 1904 unterlag Salwe Rubinstein knapp mit 5-6 (+3 =4 −4). Insgesamt spielten die beiden führenden polnischen Spieler zwischen 1903 und 1913 gegeneinander über 80 Partien (+13 =32 −36 aus Salwes Sicht).
Im Jahre 1905 feierte Salwe den Höhepunkt seiner Schachkarriere, als er in Sankt Petersburg die All-Russische Meisterschaft des zaristischen Russlands gewann. Michail Tschigorin, der nach vier Runden aus dem Turnier ausschied, forderte Salwe 1906 in Łódź zu einem Wettkampf um das russische Championat heraus. Salwe unterlag dem zweifachen Vize-Weltmeister ehrenhaft mit 7-8 (+5 =4 −6). Salwe beteiligte sich bis 1912 an verschiedenen internationalen Turnieren, u. a.: 1908 Zweiter in Düsseldorf hinter Frank James Marshall, 8.–9. in St. Petersburg 1909, 7.–9. in Prag 1908, Fünfter in Vilnius 1909. Salwe spielte Wettkämpfe gegen verschiedene Größen seiner Zeit: 1905 besiegte er Jacques Mieses in Łódź 2-1 (+2 =0 −1), 1910 unterlag er Oldřich Duras in Łódź 1-3 (+0 =2 −2), 1912 verlor er gegen Efim Bogoljubow mit 4-6 (+3 =2 −5), ebenfalls in Łódź. Zwischen 1913 und 1914 gab er gemeinsam mit M. Krysek in Łódź die Ershte Jiddishe shakh-zeitung in jiddischer Sprache heraus.
Salwes beste historische Elo-Zahl war 2644. Diese erreichte er im Januar 1910. Zu der Zeit lag er auf Platz 13 der Weltrangliste.